# Horacio Pagani (empresario)
Horacio Pagani (Casilda, Provincia de Santa Fe, Argentina; 10 de noviembre de 1955) es un diseñador de automóviles argentino-italiano, fundador y propietario de Pagani Automobili S.p.A. En su pasado trabajó para Lamborghini.

## Biografía

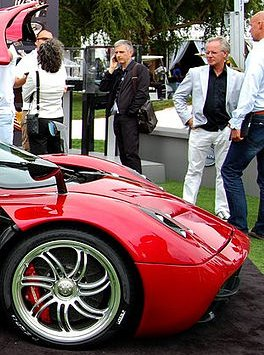
Horacio Pagani, el segundo desde la derecha con traje blanco y camisa negra, junto a un Huayra.

Desde su infancia tuvo una pasión por el mundo automotriz, leyendo revistas, coleccionando autos a escala y hasta haciendo pequeños vehículos de madera desde los 12 años de edad. Actualmente, algunos de estos se exhiben en museos.
En 1974 ingresó a la Universidad Nacional de La Plata para estudiar diseño Industrial, pero debido a los sucesos políticos en el país, se anuló el curso. Al año siguiente entró a la Universidad Nacional de Rosario a estudiar ingeniería mecánica. Frustrado por su alto conocimiento y facilidad de aprendizaje, decidió abandonar sus estudios y, a sus 22 años, debutó en el mundo de los automóviles de carreras diseñando un coche para la Fórmula 2 Renault.
Horacio gana un concurso de diseño del interior de una casa rodante, cuyo premio fue entregado por Oreste Berta. Este último lo pone en contacto con Juan Manuel Fangio quien, a su vez, le da varias cartas de presentación para trabajar en Ferrari, Lamborghini, Alfa Romeo, De Tomaso, etc. Una de las cartas decía:

“Tengo el placer de presentarle al joven señor Horacio Pagani, diseñador y constructor con deseos de progresar allí y a quien me permito recomendarle. Vería con agrado que le dieran una mano y, desde ya, le agradezco lo que puedan hacer en su favor...”

Se dirigió a Italia en 1982 para perseguir sus sueños. No consigue el puesto en Ferrari debido a que Pininfarina se encargaba del diseño, pero sí lo consigue en Lamborghini, aunque tiempo después. Primero era obrero metalúrgico y en 1987, al convertirse en el ingeniero en jefe de Lamborghini, le sugiere a Ferruccio Lamborghini que debían adquirir un Autoclave para la fabricación de piezas de fibra de carbono en el Lamborghini Countach. Ferruccio no aprueba el proyecto y esto causa que Pagani pida un préstamo al banco para fundar "Pagani Composite Research" (investigación de materiales compuestos) en 1988. Esta nueva empresa colabora con Lamborghini en numerosos proyectos, incluyendo el rediseño del Countach, el concepto P140 y el Lamborghini Diablo.
A finales de los años 80, Pagani se inicia en el diseño de un coche propio, entonces denominado "Proyecto C8", aunque con la idea de cambiarle el nombre en un futuro a "Fangio F1", para honrar al cinco veces campeón de Fórmula 1 Juan Manuel Fangio, quien le había abierto las puertas de Italia y del mundo de los automóviles deportivos más sofisticados de aquellos tiempos.
Horacio Pagani es considerado por algunos como el "Enzo Ferrari del último medio siglo" y ha logrado consagrarse como uno de los mejores creadores del sector del automovilismo de gran turismo de la historia, marcando un inicio y un fin en la industria automotriz con sus invenciones y apuestas por materiales compuestos poco usuales para esa época, tales como la fibra de carbono, siendo así uno de los pioneros de la industria en hacerlo.

### Vida privada
Es hijo de María y Luca Pagani. Su padre Luca, era un panadero italiano. De hecho, su bisabuelo nació en Appiano Gentile, en la provincia de Como, Lombardía y a finales del siglo XIX se trasladó a Argentina, concretamente a la ciudad de Casilda, donde abrió una panadería. Su hijo Pietro y sus nietos Adelmo, Juan Carlos y Luca (padre de Horacio) siguieron con el negocio familiar, llamado "Panaderìa Pagani", que en la época del nacimiento de Horacio era la más conocida de dicha ciudad.
La familia de Horacio es culta y distinguida. Su padre Luca transmite a sus hijos el valor del trabajo duro, pero también el placer por la lectura y la música: es un reconocido músico que toca la trompeta en el grupo "Jazz Los Americanos" y su madre, María, le transmite la pasión por el arte en todas sus formas y expresiones.

## Historia de Pagani Automobili
En 1991 se funda Pagani Modena Design, a fin de satisfacer la creciente demanda de los servicios de diseño, ingeniería específica y de producción de prototipos que existía.
En 1992 comenzó la construcción de un prototipo llamado "Fangio F1". En 1993 se probó en el túnel de viento Dallara con resultados positivos y, finalmente, en 1994 Mercedes-Benz acordó suministrar los motores V12 a Pagani, cuya sede central se ubica en San Cesario sul Panaro, provincia de Módena.
El primer automóvil de producción fue nombrado Zonda C12, ya que el nombre Fangio F1 fue descartado por respeto a la memoria del piloto de carreras, quien acababa de fallecer en 1995 y se presentó por primera vez en el Salón del Automóvil de Ginebra en 1999. Posteriormente se presentaron otras variantes como: Zonda Cinque, Zonda R, Zonda HP Barchetta, etc.
En febrero de 2011 se presentó en la sede de Pirelli en Milán el modelo llamado Huayra. Posteriormente, se fabricaron más variantes de dicho modelo, tales como: Huayra Roadster Huayra BC, Huayra R y Huayra Codalugna.
El nuevo y último modelo llamado Utopia, fue presentado el 12 de septiembre de 2022 en el Teatro Lírico de Milán.